# Meretseger
Meretseger, auch Merit-seger, Meresger, Meretsegeret, Mert-sekert ist eine alte ägyptische Göttin. Sie war die Ortsgöttin der thebanischen Totenstadt und wurde besonders von den Nekropolenarbeitern in der Arbeitersiedlung Deir el-Medina verehrt. Sie war eine allmächtige Göttin, die den Einwohnern helfen, strafen oder vergeben konnte.

## Name und Bezeichnungen
Ihr Name wird oft mit Die, die Schweigen liebt, Die vom Schweigenmacher Geliebte oder Die, die Stille liebt wiedergegeben. Allerdings ist der Name Meretseger vermutlich eher mit Sie liebt das Schweigen zu übersetzen.
Aufgrund ihrer Bedeutung hat Meretseger auch zahlreiche Beiworte (Epitheta): Die große Bergspitze des Westens Thebens, die Zauberreiche (Weret Hekau), Herrin des Palastes oder trägt den Namen ihres „Wohnortes“, Dehenet-Imentet (Gipfel des Westens). Meretseger wurde auch als das Auge des Re bezeichnet.

## Ikonographie

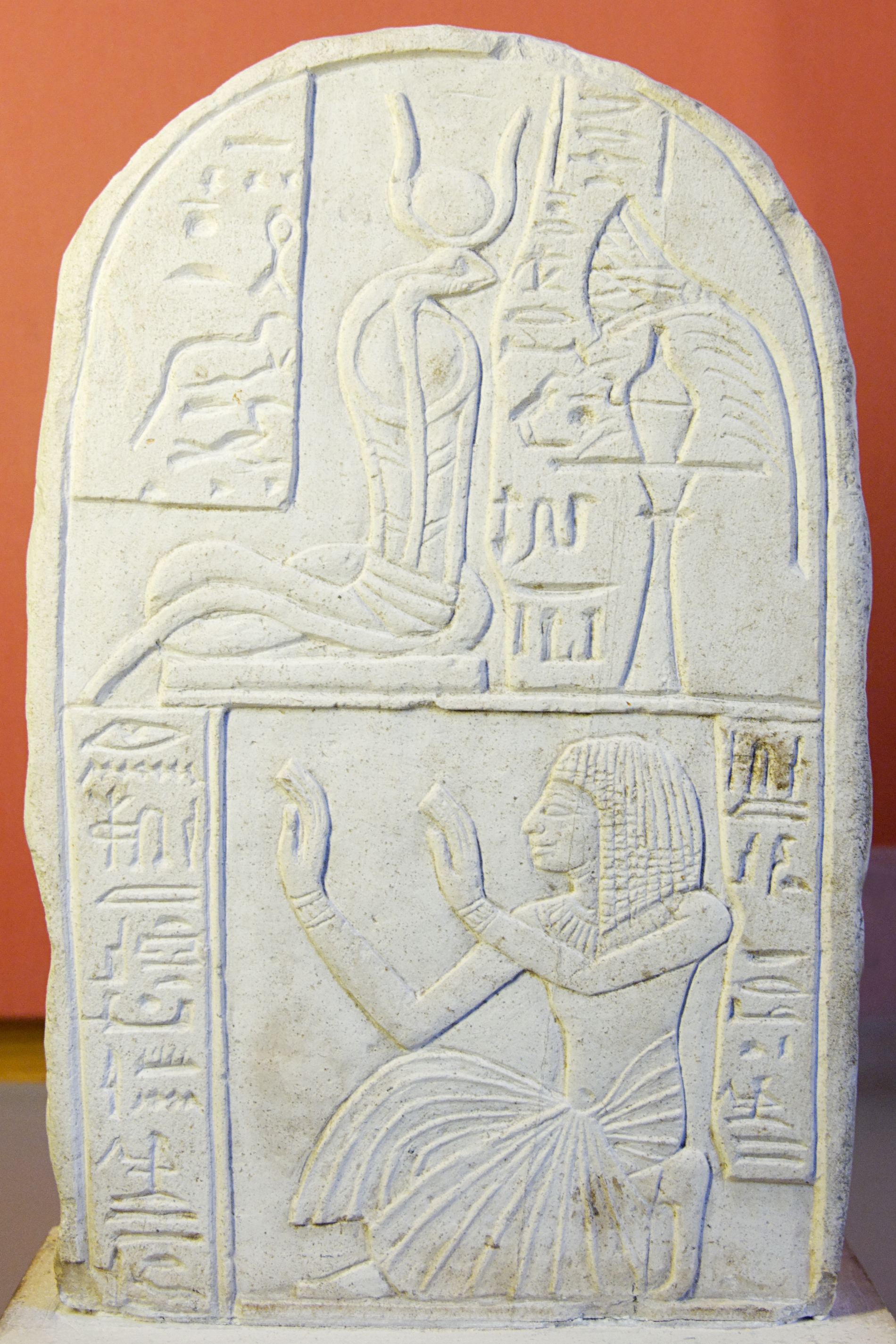
Meretseger, Stele des Nachtmin (N4193 im Louvre)

Die Darstellung der Meretseger erfolgte aufgrund ihrer zahlreichen Epitheta sehr vielfältig. Sie wurde als Frau mit Schlangenkopf, Schlange oder Sphinx mit Schlangenkopf dargestellt. Weitere Abbildungen zeigen sie aber auch als Kuh oder mit einem Löwinnenkopf. Ihr Kopfschmuck war ein zylindrisches Fruchtmaß (Modius), das von einem Fries aus Uräen umgeben sein konnte. Darüber befanden sich zwei Falkenfedern und hin und wieder die Sonnenscheibe. Aber auch die Hathorkrone, die Krone Unterägyptens oder ein einfaches Stirnband zierten das Haupt der Göttin.

## Kult und Bedeutung

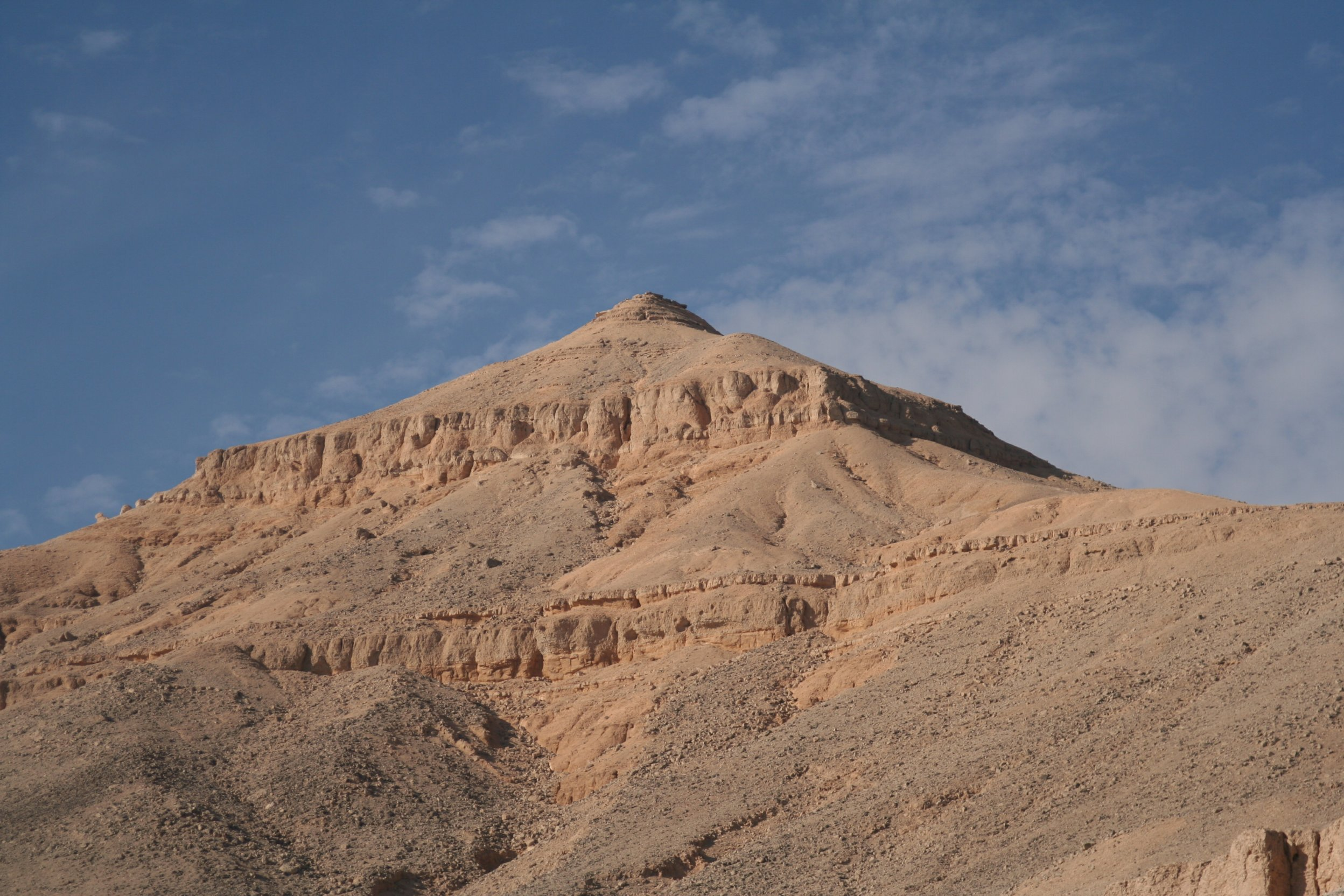
Meretseger als natürliche Pyramide über dem Tal der Könige

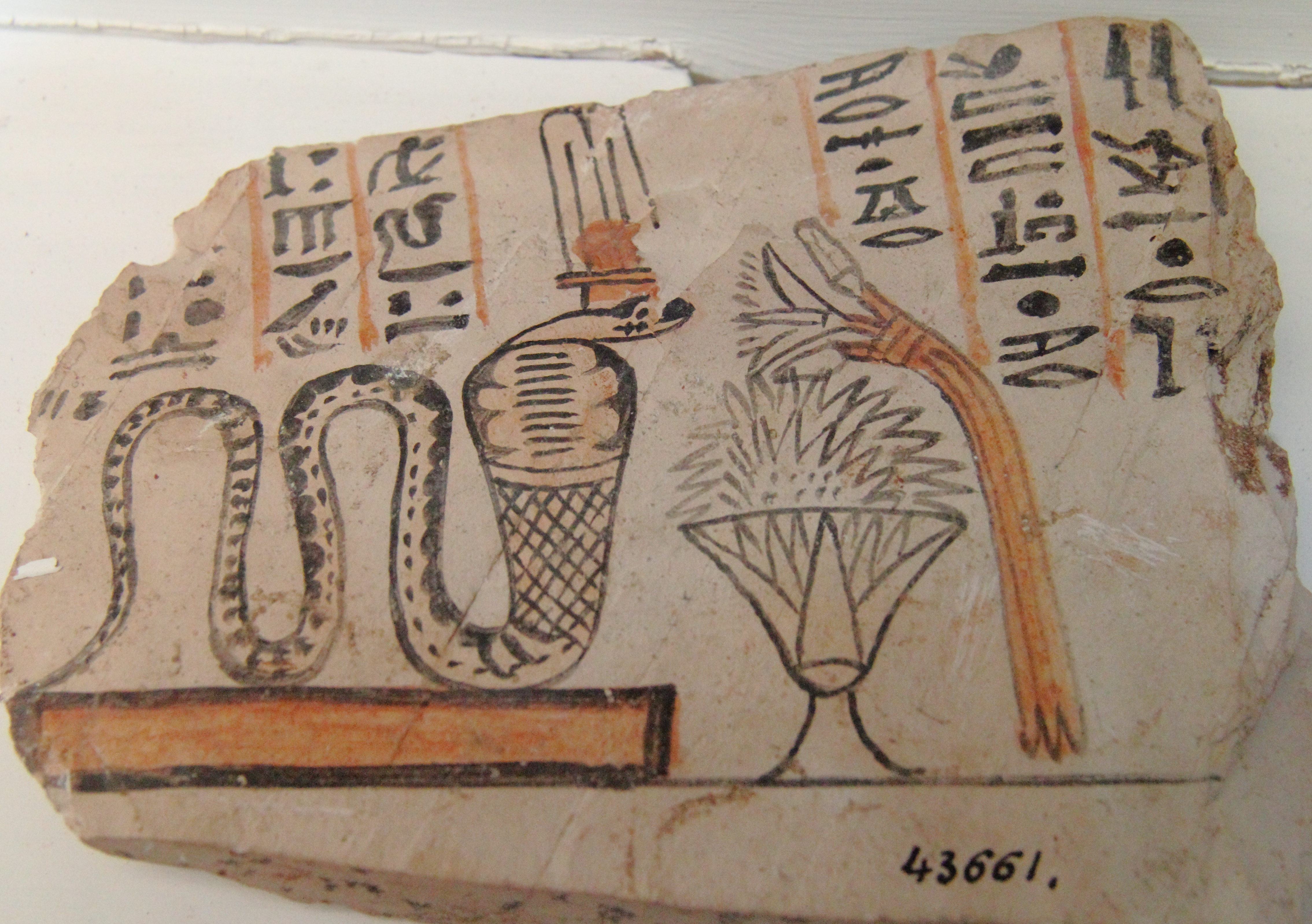
Ostrakon mit Bild der Meretseger

Ursprünglich war Meretseger die alleinige Personifikation der thebanischen Nekropole, so dass ihre Bedeutung vorwiegend in ihrer Funktion als Göttin der Nekropole von Theben lag, wo sie von den Arbeitern verehrt wurde. Ihre wichtigsten Kultstätten lagen deshalb am thebanischen Westufer. So befand sich in der Nähe des Dorfes von Deir el-Medina ein Felsheiligtum, in dem Ptah und Meretseger einen Kult genossen. Stelen aus Deir el-Medina (z. B. die Stele des Handwerkers Neferabu aus der Regierungszeit Ramses’ II.; Turin CGT 50058) berichten von dem gefährlichen Charakter der Göttin. Zudem erhielt sie mehrere kleine Kapellen am Fuß des Gipfels el-Qurn. Sie fand auch Verehrung in einigen Privathäusern und es wurden ihr zu Ehren Feste gefeiert. In Esna wurde eine Göttin mit dem Namen Hathor-Meretseger verehrt.
Im Neuen Reich änderte sich die Verehrung von Meretseger. Besonders in der Ramessidenzeit (19. und 20. Dynastie) wurde die Göttin als Personifizierung einer Bergspitze verehrt, die das westliche Ufer von Theben beherrscht.